# Medalla de les Corts d'Aragó
La Medalla de les Corts d'Aragó és la distinció més elevada que atorga la institució parlamentària aragonesa i per la qual és coneguda. Té com a finalitat recompensar a persones o entitats d'excel·lència per l'activitat que desenvolupin, quan aquesta els hagi distingit en la defensa dels valors i identitat d'Aragó. Aquesta medalla també pot ser lliurada a organitzacions, centres o col·lectius que, encara que no estiguin dotats de personalitat, comptin amb una identitat social pública i reconeguda. Va ser creada mitjançant un Acord de la Mesa de les Corts d'Aragó adoptat el 17 de febrer de 1986. Actualment és regulada per la Resolució de la Presidència de les Corts d'Aragó, d'11 de novembre de 1996, sobre la concessió de la Medalla de les Corts d'Aragó.
Aquesta condecoració és honorífica, ja que no comporta cap prestació econòmica. Es concedeix mitjançant una resolució adoptada per la Presidència de les Corts d'Aragó, cal que la decisió compti amb el parer favorable de la Mesa i Junta de Portaveus d'aquesta cambra, després d'haver estat formulada prèviament la proposta de concessió per part de la Presidència o dels portaveus dels grups parlamentaris. La seva imposició, en circumstàncies normals, es realitza durant la festivitat del 23 d'abril, Dia d'Aragó, però no hi ha periodicitat fixada per a la seva concessió. Els condecorats tenen dret a ocupar un lloc reservat en els actes públics organitzats per les Corts d'Aragó.
En l'anvers de la seva insígnia es mostra l'escut d'Aragó, de forma ovalada, realitzat en esmalt, amb una vora de color blau amb filets daurats. La vora filetejada al seu torn es troba envoltat en les seves dues terceres parts per una trama daurada i en la seva part superior, sota la corona real oberta d'Aragó, està col·locada una cinta dividida en dues meitats que conté la inscripció "CORTES DE ARAGÓN" escrita amb lletres daurades. La medalla es porta sobre el coll, subjecta amb una sivella pendent d'un cordó doble, trenat, realitzat en seda de color blau.

## Guardonats
Condecorats amb la Medalla de les Corts de Aragó:
| Any  | Condecorats |
| ---- | --- |
| 1986 | Felipe de Borbó i Grècia, Príncep d'Astúries i de Girona.                                                                     |
| 1988 | Antonio González Triviño, Alcalde de Saragossa.                                                                               |
| 1989 | Sergio Piedrafita Ramón |
| 1992 | José Luis González Uriol |
| 1993 | Angel Perversi |
| 1994 | Fernando Solsona Motrel |
| 1995 | Plácido Muñoz Colás |
| 1996 | Agrupació Tàctica "Aragón" (Exèrcit de Terra)                                                                                 |
| 1997 | Universitat de Saragossa |
| 1998 | Manuel Pizarro Moreno |
| 1999 | Jesús María Alemany Briz |
| 2000 | Antonio Beltrán Martínez |
| 2001 | Josefina Lanuza Iñiguez Manuel Giménez Abad (A Títol Pòstum)                                                                  |
| 2002 | Primers Representants d'Institucions Aragoneses: Juan Antonio Bolea Foradada, Antonio Embid Irujo i Emilio Gastón Sanz        |
| 2003 | Leopoldo Calvo-Sotelo y Bustelo, President del Govern (1981-1982)                                                             |
| 2004 | Professionals i Ciutadans Madrilenys que Van atendre a les Víctimes dels Atemptats de l'11 de Març.                           |
| 2005 | Aurora Egido Martínez |
| 2006 | José Verón Gormaz |
| 2007 | Comitè d'Entitats de Representants de Persones amb Discapacitat a Aragó (CERMI-Aragón)                                        |
| 2008 | Lorenzo Martín-Retortillo Baquer                                                                                              |
| 2009 | Mariano Moles Villamate |
| 2010 | Miguel Ángel Santos Gastón |
| 2011 | Antonio Angulo Araguás |
| 2012 | Facultat de Dret de la Universitat de Saragossa.                                                                              |
| 2013 | Real Sociedad Económica Aragonesa Amigos del País                                                                             |
| 2014 | Acadèmia General Militar |
| 2015 | El Justícia d'Aragó (Institució)                                                                                              |
| 2016 | Fundación DFA |
| 2017 | La Ronda de Boltaña |
| 2018 | Dones investigadores d'Aragó                                                                                                  |
| 2019 | Paula Ortiz Álvarez |
| 2020 | Per primera vegada en la història del certamen no es va lliurar, a causa de la pandèmia de COVID-19 que va sofrir el planeta. |
| 2021 | Les persones grans de la Comunitat Autònoma d'Aragó.                                                                          |
| 2022 | Aspanoa (Associació de Pares de Nens amb Càncer d'Aragó).                                                                     |

|}